# Rue Henri Vandermaelen
La rue Henri Vandermaelen (en néerlandais: Henri Vandermaelenstraat) est une rue bruxelloise de la commune de Woluwe-Saint-Pierre qui va de la Rue de l'Eglise  à la rue Jean-Baptiste Verheyden sur une longueur totale de 270 mètres.

## Historique et description
Son nom vient du soldat Henri Vandermaelen, né le 1 novembre 1873 à Woluwe-Saint-Pierre et tué à l'ennemi le 2 septembre 1914 à Tildonk lors de la première guerre mondiale.